# پرواز شماره ۳۸۷ سبو پسیفیک
پرواز شمارهٔ ۳۸۷ سبو پسیفیک یک پرواز برنامه‌ریزی‌شدهٔ داخلی بود که توسط شرکت هواپیمایی سبو پسیفیک از شهر مانیل، فرودگاه بین‌المللی نینوی آکوئینو به فرودگاه لومبیا در کاگایان د اورو در میندانائو انجام می‌شد. در ۲ فوریه ۱۹۹۸ میلادی، یک فروند مک‌دانل داگلاس دی‌سی-۹ با عمر ۳۱ سال به دامنهٔ کوه سوماگایا برخورد کرد که باعث کشته‌شدن همهٔ ۱۰۴ سرنشین این هواپیما شد.

## پیش‌زمینه

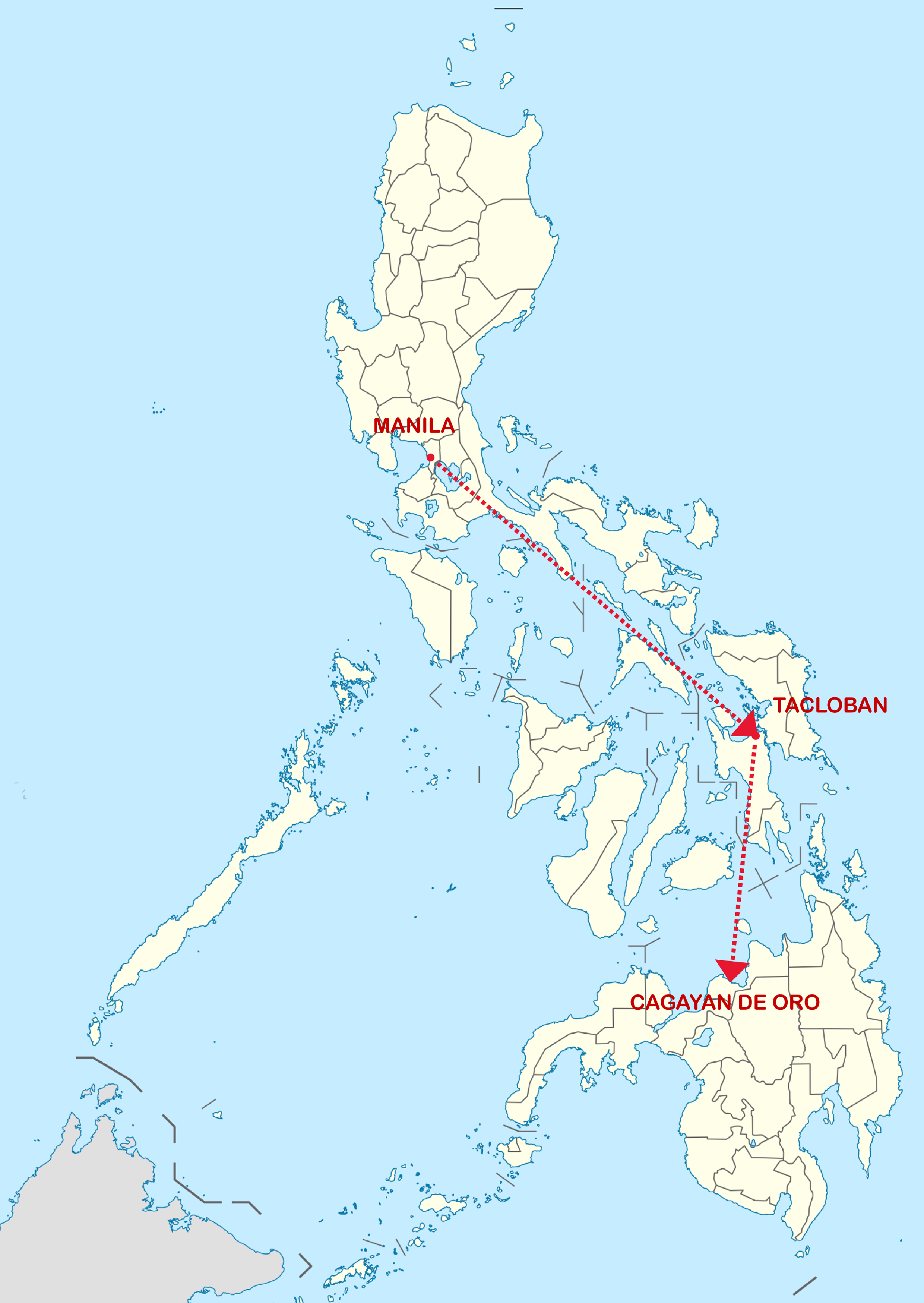
مسیر پروازی

### هواپیما
هواپیمایی که در این سانحه سقوط کرد، یک فروند مک‌دانل داگلاس دی‌سی-۹ با شمارهٔ ثبت RP-C1507 بود و در سپتامر ۱۹۶۷ میلادی به ایر کانادا تحویل داده شده‌بود و در مارس ۱۹۹۷ میلادی توسط سبو پسیفیک خریداری شد.

### سانحه
خلبانان دستورالعمل‌های لازمه پیش از پرواز را انجام داده و بر روی باند فرودگاه بین‌المللی نینوی آکوئینو قرار می‌گیرند. هواپیما رأس ساعت ۹:۱۶ دقیقهٔ صبح، فرودگاه نینوی آکوئینو را ترک می‌نماید. پس از گذشت یک ساعت و بیست دقیقه، پرواز شمارهٔ ۳۸۷ در فرودگاه دنیل ز. روموالدز فرود آمده تا بار خود را که شامل لاستیک‌های زاپاس بوده در این فرودگاه تحویل دهد. ۹ دقیقه بعد این هواپیما مجدداً به پرواز درآمده و به سمت مقصد نهایی خود یعنی فرودگاه لومبیا حرکت می‌کند. هواپیما به ۶۸ کیلومتری فرودگاه لومبیا رسیده و در این لحظه خلبانان پرواز ۳۸۷ با مرکز کنترل ترافیک هوایی تماس گرفته و موقعیت خود را اعلام می‌کنند. مرکز کنترل ترافیک هوایی دستورالعمل آغاز کاهش ارتفاع جهت فرود در فرودگاه لومبیا را صادر می‌نماید، لذا هواپیما کاهش ارتفاع خود را آغاز می‌نماید. پس از گذشت حدود سه دقیقه، ناگهان پرواز شمارهٔ ۳۸۷ از روی صفحهٔ رادار ناپدید می‌شود. تلاش مأموران کنترل ترافیک هوایی جهت برقراری ارتباط با خلبانان بی‌فایده بوده و پاسخی را در برندارد.
مأموران کنترل ترافیک هوایی به سرعت اعلام شرایط اضطراری نموده و تیم‌های جستجو و نجات سریعاً وارد عمل می‌گردند. هواپیما در منطقه ای کوهستانی از صفحه رادار ناپدید شده‌است و در زمان ناپدید شدن آن، مه و باران شدیدی در آن منطقه وجود داشته‌است. هوا در آن منطقهٔ کوهستانی به‌شدت سرد و برف سنگینی تمام منطقه را پوشانده‌است به‌طوری که پیدا کردن محل سقوط احتمالی هواپیما توسط تیم‌های جستجو و نجات را بسیار دشوار نموده‌است.
گفته‌های ساکنین محلی تمامی احتمالات را به یقین تبدیل می‌کنند. آن‌ها ادعا می‌کنند که در حدود ساعت ۱۱ صبح صدای انفجار مهیبی را از یکی از کوهستان‌های اطراف شنیده‌اند. در نهایت پس از گذشت ۳ روز، تیم‌های جستجو و نجات محل وقوع سانحه را پیدا می‌کنند. تمامی سرنشینان این پرواز در این سانحه جان خود را از دست داده‌اند. هواپیما نیز به‌دلیل شدت برخورد با کوهی به نام سوماگایا، به‌طور کامل از بین رفته‌است.
هواپیما به دلایلی نامعلوم چیزی در حدود پانصد متر پایین‌تر از قلهٔ کوه و دو مایل خارج از مسیر اصلی پرواز که هواپیما باید بر روی آن پرواز می‌کرده به کوه برخورد کرده‌است. بقایا و اجساد سرنشینان طی چند روز با سختی فراوان از محل سانحه منتقل می‌گردند. تیم بررسی سوانح کار خود را جهت پیدا نمودن هرگونه سرنخ احتمالی آغاز می‌نماید. بازرسان بررسی سوانح بقایای هواپیما را جهت پیدا نمودن هرگونه اثری از وجود حملات تروریستی و انفجار بمب یا موشک مورد بررسی قرار می‌دهند که پاسخ منفی است.

## علت
تنها چیزی که ثبت‌کنندهٔ داده‌های پرواز نشان می‌دهد این است که پیش از برخورد هواپیما با کوه، هواپیما از حالت خلبان خودکار خارج شده و به صورت دستی در حال پرواز بوده‌است. یکی از افرادی که در حال جستجو در میان بقایای هواپیما بوده نقشه‌ای را که توسط خلبانان در حال استفاده بوده را می‌یابد. بازرسان با بررسی این نقشه به نکتهٔ قابل توجهی پی می‌برند. ارتفاع کوه سوماگایا، کوهی که هواپیما در میانه آن به آن برخورد کرده‌بود در این نقشه پنج هزار پا بالای سطح آب‌های آزاد نشان داده شده‌است درحالی که ارتفاع این کوه در واقع شش هزار پا بالای سطح آب‌های آزاد است.
بازرسان حدس می‌زنند که به احتمال زیاد این اشتباه موجود در نقشه‌ای که توسط سازمان هوانوردی فیلیپین چاپ شده‌است خلبانان را به اشتباه انداخته‌است. خلبانان به احتمال زیاد تصور کرده‌اند که نسبت به قله این کوه ارتفاع ایمن دارند در حالی که در حال پرواز به سمت مرکز کوه بوده‌اند. وجود مه شدید نیز دیدن کوه را برای آن‌ها غیرممکن ساخته‌بود. اما بازرسان هیچ دلیل و مدرکی ندارند که علت اصلی وقوع سانحه را به آنان نشان دهد. تیم بررسی سوانح در نهایت به دلیل به دست آوردن حداقل مدارک، خلبانان پرواز را به دلیل کنترل ناصحیح و نادرست هواپیما و عدم آموزش مناسب به عنوان مقصران احتمالی این سانحه معرفی کرد.